# Poecilopsis fusca
Poecilopsis fusca là một loài bướm đêm trong họ Geometridae.